# Prohydata pellucidaria
Prohydata pellucidaria är en fjärilsart som beskrevs av Paul Dognin 1892. Prohydata pellucidaria ingår i släktet Prohydata och familjen mätare. Inga underarter finns listade i Catalogue of Life.